# 宮田和希
宮田 和希（みやた かずき、1988年11月16日 - ）は、大阪府堺市中区出身の元プロ野球選手（投手）。左投左打。

## 経歴

### プロ入り前
小学校4年生の時に野球を始めた。
大阪府立福泉高等学校3年生時の第88回全国高等学校野球選手権大会・大阪府大会の大阪府立城東工業高等学校との1回戦では、後にヤクルトに入団する山田弘喜に完全試合を喫し（8回コールドの参考記録）、最後は自身のボークにより7点目を失ったことで、決着がついて敗退した。
高校卒業後は大学に進学予定だったが、素質を買われ甲賀健康医療専門学校に進学。社会人野球に参戦している同校の硬式野球部に所属し、社会人企業チームやクラブチームとの試合をこなした。
2008年10月30日に行われたプロ野球ドラフト会議で埼玉西武ライオンズから6巡目で指名され、入団。背番号は68に決まった。

### 西武時代
2009年8月26日の対東北楽天ゴールデンイーグルス戦の9回に4番手でプロ初登板し、1回を投げ被安打3、奪三振2、自責点2だった。
2011年はイースタン・リーグで31試合に登板、34回1/3を投げ、リーグ最多の11暴投を記録した。
2013年は二軍で36試合に登板、52回1/3を投げたが、与四球数はイ・リーグ最多の49を記録した。
2014年9月30日の対北海道日本ハムファイターズ戦の同点の4回、一死の場面で2番手で登板し、1回2/3を投げ無失点で、初ホールドを挙げた。シーズンオフには福倉健太郎、佐藤勇、誠、藤澤亨明と共にオーストラリアン・ベースボールリーグのメルボルン・エイシズに派遣され、ウインターリーグに参加した。
2015年1月5日に婚姻届を提出し入籍していたことが8日に発表された。春季キャンプではA班（一軍）でスタートしたが、開幕直前に左腕に打球を受けた影響で二軍に降格。5月12日に出場選手登録され、31日の対阪神タイガース戦において3点ビハインドの7回表に登板、1回を投げ無失点だったが、裏の攻撃でチームが逆転し、そのまま勝利したことでプロ初勝利を挙げた。
2016年6月30日に左肘尺骨神経移行手術を行い、実戦復帰まで約3か月の見込みと発表された。一軍での登板はなく、10月1日に球団から戦力外通告を受けた。その後11月12日に行われた12球団合同トライアウト（阪神甲子園球場）に参加。打者3人に対し、被安打0、奪三振2の成績だった。12月2日付で自由契約選手となった。
その後2017年4月からライオンズアカデミーコーチに就任することが発表された。2018年度のNPBジュニアトーナメントではコーチとしてチームを準優勝に導いた。2020年に開校したライオンズアカデミー飯能校のメイン講師を務めている。

## 選手としての特徴
西武入団時での直球の最速は144km/h。変化球はスライダーなどを投げる。
左投げだが、持病の腰痛の症状緩和のため、高校時代から右手で投げる練習を行っている。

## 詳細情報

### 年度別投手成績
| 年 度    | 球 団    | 登 板 | 先 発 | 完 投 | 完 封 | 無 四 球 | 勝 利 | 敗 戦 | セ 丨 ブ | ホ 丨 ル ド | 勝 率 | 打 者 | 投 球 回 | 被 安 打 | 被 本 塁 打 | 与 四 球 | 敬 遠 | 与 死 球 | 奪 三 振 | 暴 投 | ボ 丨 ク | 失 点 | 自 責 点 | 防 御 率 | W H I P |
| -------- | -------- | ----- | ----- | ----- | ----- | -------- | ----- | ----- | -------- | ----------- | ----- | ----- | -------- | -------- | ----------- | -------- | ----- | -------- | -------- | ----- | -------- | ----- | -------- | -------- | ------- |
| 2009     | 西武     | 2     | 0     | 0     | 0     | 0        | 0     | 0     | 0        | 0           | ----  | 10    | 1.0      | 4        | 0           | 3        | 0     | 0        | 2        | 1     | 0        | 3     | 3        | 27.00    | 7.00    |
| 2010     | 西武     | 2     | 0     | 0     | 0     | 0        | 0     | 0     | 0        | 0           | ----  | 12    | 2.1      | 2        | 1           | 3        | 0     | 0        | 2        | 1     | 0        | 2     | 2        | 7.71     | 2.17    |
| 2012     | 西武     | 3     | 0     | 0     | 0     | 0        | 0     | 0     | 0        | 0           | ----  | 12    | 2.2      | 0        | 0           | 3        | 0     | 1        | 4        | 1     | 0        | 0     | 0        | 0.00     | 1.37    |
| 2014     | 西武     | 10    | 0     | 0     | 0     | 0        | 0     | 0     | 0        | 1           | ----  | 63    | 14.2     | 14       | 1           | 8        | 0     | 0        | 17       | 2     | 0        | 3     | 3        | 1.84     | 1.50    |
| 2015     | 西武     | 18    | 0     | 0     | 0     | 0        | 1     | 0     | 0        | 0           | 1.000 | 91    | 19.0     | 19       | 3           | 15       | 0     | 0        | 15       | 2     | 0        | 11    | 11       | 5.21     | 1.79    |
| NPB：5年 | NPB：5年 | 35    | 0     | 0     | 0     | 0        | 1     | 0     | 0        | 1           | 1.000 | 188   | 39.2     | 39       | 5           | 32       | 0     | 1        | 40       | 7     | 0        | 19    | 19       | 4.31     | 1.60    |

### 年度別守備成績
| 年 度 | 球 団 | 投手  | 投手  | 投手  | 投手  | 投手  | 投手     |
| 年 度 | 球 団 | 試 合 | 刺 殺 | 補 殺 | 失 策 | 併 殺 | 守 備 率 |
| ----- | ----- | ----- | ----- | ----- | ----- | ----- | -------- |
| 2009  | 西武  | 2     | 0     | 0     | 0     | 0     | ----     |
| 2010  | 西武  | 2     | 0     | 0     | 0     | 0     | ----     |
| 2012  | 西武  | 3     | 0     | 1     | 0     | 0     | 1.000    |
| 2014  | 西武  | 10    | 0     | 2     | 0     | 1     | 1.000    |
| 2015  | 西武  | 18    | 4     | 1     | 2     | 0     | .714     |
| 通算  | 通算  | 35    | 4     | 4     | 2     | 1     | .800     |

### 記録
- 初登板：2009年8月26日、対東北楽天ゴールデンイーグルス15回戦（西武ドーム）、9回表に4番手で救援登板・完了、1回2失点
- 初奪三振：同上、9回表に内村賢介から空振り三振
- 初ホールド：2014年9月30日、対北海道日本ハムファイターズ23回戦（札幌ドーム）、4回裏に2番手で救援登板、1回2/3無失点
- 初勝利：2015年5月31日、対阪神タイガース3回戦（西武プリンスドーム）、7回表に4番手で救援登板、1回無失点

### 背番号
- 68 （2009年 - 2016年）

### 登場曲
- 「負けない心」AAA